# Bombylius bellus
Bombylius bellus är en tvåvingeart som först beskrevs av Philippi 1865.  Bombylius bellus ingår i släktet Bombylius och familjen svävflugor. Inga underarter finns listade i Catalogue of Life.